# Stig Tøfting
Stig Tøfting (Hørning, 1969. augusztus 14. –) dán válogatott labdarúgó, edző.